# Politische Parteien in Thailand
Die politischen Parteien in Thailand (Thai พรรคการเมือง, RTGS phak kan mueang) sind eine relativ neue Einrichtung im Regierungssystem von Thailand. Erst 1932 wurde die absolute Monarchie im Lande abgeschafft, wonach sich politische Parteien im weiteren Sinne bilden konnten. Parteien im eigentlichen Sinn wurden erst 1946 zugelassen. Während mehreren Phasen der Militärdiktatur waren alle Parteien wieder verboten. In der Verfassung von 2017 ist die Rolle politischer Parteien relativ schwach ausgestaltet. Die thailändische Parteienlandschaft ist unbeständig, Parteien haben nicht die Bedeutung, die sie in westlichen Demokratien haben.

## Ausgangssituation
Politische Parteien in Asien sind typischerweise nicht mit westlichen Parteien zu vergleichen. Oft binden sie Mitglieder mit sehr unterschiedlicher politischer Ausrichtung zusammen und üben ihren Einfluss auf die aktuelle Regierungspolitik aus sehr verschiedenen Ebenen und mit anderen Methoden aus. In manchen Ländern Asiens dominieren Parteien das politische Leben fast vollkommen und dann ist die Funktion der Regierung, die Entscheidungen der Parteiführer außerhalb der offiziellen Regierungsinstitutionen zu legitimieren und umzusetzen. Beispiele dafür waren die Liberaldemokratische Partei in Japan und die People’s Action Party in Singapur.
Thailändische Parteien haben einige der üblichen Probleme nicht-westlicher Parteien erlebt, aber es gab auch einzigartige Entwicklungen. Die Entwicklung der Parteienlandschaft in Thailand ist gekennzeichnet von Unterbrechungen hin zu allgemeinen und freien Wahlen der gesetzgebenden Körperschaften auf Landes-, Provinz- und Gemeindeebene.
Die langsame und sehr unstete Entwicklung liegt an
- den mächtigen traditionellen Kräften, die im Hintergrund Fäden spinnen,
- der Tatsache, dass die Bauern den größten Anteil an der Bevölkerung bilden,
- der relativ kleinen Beamtenschaft des Landes und
- der bis in die 1970er Jahre gegebenen Beherrschung der Wirtschaft durch eingewanderte Chinesen.

Thailändische Parteien weisen eine heterogene Mitgliedschaft auf, ihre Organisationsstruktur ist eher fragmentiert und undiszipliniert. Die wenig zielgerichtete Entwicklung der thailändischen Parteienlandschaft macht eine Klassifizierung und Analyse schwer. Zahlreiche der kleineren Parteien sind nach westlichem Standard eher Interessenvertretungen als politische Parteien. Sie engagieren sich mehr in der Artikulation als in der Bündelung von Interessen und wirken üblicherweise eine der beiden Funktionen
- Betonung eines einzelnen Ziels oder Problems
- Unterstützung eines starken politischen Führers.

Meist sind sehr viel mehr Parteien in einer Koalitionsregierung vereinigt, als es im europäischen Raum der Fall ist. Oft genug wurden Parteien gänzlich verboten und das Militär übte die Regierungsgewalt aus.
Trotz aller Schwächen haben die politischen Parteien in Thailand zu einer wachsenden Politisierung der Bevölkerung geführt und insbesondere die Regionen außerhalb der Metropole Bangkok, den Isan und Süd-Thailand, in den Fokus der Regierenden gerückt.

## Geschichtliche Entwicklung

### Beginn
Die kleine revolutionäre Gruppe, die 1932 die absolute Monarchie ablöste, nannte sich Khana Ratsadon („Volkspartei“)  oder „Förderer“. Es handelte sich um eine locker organisierte Gruppe, die etwa 70 Mitglieder umfasste und, anders als die deutsche Übersetzung nahelegt, nicht um eine eigentliche Partei, schon gar keine Volkspartei. Sie umfasste einen progressiv-liberal ausgerichteten zivilen Flügel, eine Gruppe pragmatischer höherer Offiziere und einen zumeist nationalistisch orientierten Flügel junger Offiziere. Die Liberalen um Pridi Phanomyong konnten sich mit ihren tiefgreifenden Reformvorschlägen nicht durchsetzen. Schon 1933 zerbrach die „Volkspartei“ effektiv. Es wurde keine wirkliche Demokratie etabliert. Man machte geltend, dass infolge des Mangels an politischem Bewusstsein im Lande die Einführung politischer Parteien verfrüht sei. Sie wurden daraufhin bis in den Zweiten Weltkrieg verboten. Die neuen Führer aus der Armee übten ihre Macht über inoffizielle politische Klubs aus. 1938 wurde der nationalistische Offizier Phibunsongkhram vom militärischen Flügel der „Volkspartei“ Ministerpräsident, der zwar Lippenbekenntnisse zur Demokratie ablegte, aber zunehmend autokratisch und selbstherrlich herrschte. Gegen seine Kriegspolitik und die Kollaboration mit den Japanern bildete sich die Seri-Thai-Bewegung, der sowohl Liberale um Pridi, als auch Exponenten der alten royalistischen Elite angehörten.
Nach der vorläufigen Entmachtung Phibunsongkhrams und dem Ende des Zweiten Weltkriegs gab es eine kurze Phase parlamentarischer Demokratie. 1946 wurde eine liberale Verfassung in Kraft gesetzt, die Beamten und Soldaten die politische Betätigung verbot. Anschließend bildete sich zum ersten Mal eine Parteienvielfalt. Linke und progressiv-liberale Kräfte, die Pridi Phanomyong unterstützten, bildeten die Sahachip-Partei („Genossenschaftspartei“) und die Verfassungsfront. Die radikalere Sahachip-Partei versammelte vor allem ehemalige Kämpfer der Seri-Thai-Bewegung, die während des Krieges gegen die Japaner gekämpft hatte, war gewerkschaftsnah und vor allem im Nordosten (Isan) stark. In der gemäßigteren Verfassungsfront fanden sich vorwiegend liberale Vertreter der früheren „Volkspartei“ zusammen. Royalistische Konservative, Vertreter des Adels und Großgrundbesitzes, setzten dem die Demokratische Partei entgegen. Teile des Militärs, die noch immer Phibunsongkhram anhingen und ihre Entmachtung durch Zivilisten nicht hinnehmen wollten, gründeten die Thammathipat-Partei („Herrschaft des Dharma“). Kurzzeitig war sogar die Kommunistische Partei Thailands erlaubt, die jedoch keine nennenswerte Anhängerschaft entwickelte. Nach der erneuten Machtübernahme durch das Militär 1947/1948 verloren die Parteien stark an Bedeutung, 1951 wurden sie ganz verboten.

### 1950er-Jahre
Mitte der Fünfzigerjahre reiste Premierminister Phibunsongkhram nach Westeuropa und in die USA. Parteien wurden durch ein Parteiengesetz erlaubt und viele politische Gruppen bildeten sich, um an den kommenden Wahlen teilzunehmen. Die Presse des Landes berichtete frei über alle Vorgänge und in Bangkok wurde ein dem Speakers’ Corner im Londoner Hyde Park nachempfundener Ort für freie Meinungsäußerung geschaffen. Phibunsongkhram selbst bildete die Seri-Manangkhasila-Partei und hoffte, vom Volk in Wahlen bestätigt zu werden.
Dieses Vorgehen war vielen führenden Offizieren ein Dorn im Auge und intensivierte den Wettbewerb zwischen einer Armeefraktion, angeführt von Feldmarschall Sarit Thanarat, einer Polizeifraktion (General Phao Siyanon), und der Gruppe um Premierminister Phibunsongkhram. Dieses Triumvirat brach im September 1957 zusammen, nachdem Sarit einen Staatsstreich unternahm, der Phao und Phibunsongkhram zur Flucht ins politische Exil zwang. Sarit versuchte zunächst, sich durch Wahlen zu legitimieren und durch das Parlament zu herrschen. Dazu ließ er erst die Partei Sahaphum („Vereintes Land“) und dann die „National-Sozialistische Partei“ (Chat-Sangkhomniyom) gründen. Letztlich entschied er sich aber für eine direkte autoritäre Herrschaft und 1958 wurden wieder alle politischen Parteien verboten. Lediglich die sogenannte Revolutionäre Partei sollte die Regierungspolitik absegnen.

### 1960er-Jahre
Nach dem Tode Sarits ließ Thanom Kittikachorn schrittweise die politischen Parteien unter großen Auflagen wieder zu. Politische Versammlungen durften nicht zu nationalen und internationalen Themen Stellung nehmen, sondern waren darauf beschränkt, lokale wirtschaftliche und soziale Fragen zu behandeln. 1968 wurden „Wahlen“ in allen Provinzen außer Bangkok und Thonburi abgehalten. Erst seit der 1968 verabschiedeten Verfassung sind politische Parteien wieder uneingeschränkt zugelassen, erstmals bei den Wahlen im Februar 1969. Die Ergebnisse:
```
Partei                                          Anzahl Kandidaten   Anzahl Gewählter

Vereinigte Thai Volkspartei
                          219                      75
Demokratische Partei                                 191                      57
Demokratische Front                                   57                       7
Volkspartei                                           67                       2
Wirtschafts und Vereinte Frontpartei                  28                       4
Bauernhilfe-Partei                                    22                       1
Freie Demokratische Partei                             7                       1
Unabhängige                                          594                      72
```

### 1970er-Jahre
Nach dem demokratischen Volksaufstand im Oktober 1973, der die Militärdiktatur von Thanom Kittikachorn und Praphas Charusathien stürzte, bildete sich eine Vielzahl neuer politischer Parteien. Darin äußerte sich die Zunahme der Mittelschicht, die nun auch nach politischer Mitbestimmung strebte, aber auch der Versuch von alten und neuen Eliten, einschließlich hoher Beamter und Militärs und vermögender Geschäftsleute, den eigenen Einfluss auch unter demokratischen Vorzeichen zu sichern.
Die neuen Parteien können grob in drei Lager eingeteilt werden. Auf der Rechten bildeten sich, als Nachfolger der bisherigen faktischen Einheitspartei, mehrere Parteien, die jeweils einen der innermilitärischen Flügel vertraten. Die wichtigsten darunter waren die Chart-Thai-Partei („Thailändische Nationalpartei“), die Tham-Sangkhom-Partei („Soziale Gerechtigkeit“), die Soziale Agrarpartei und die Sozial-Nationalistische Partei. Die Chart-Thai-Partei wurde vom Soi Ratchakru-Clan des Sohns und der Schwiegersöhne von Feldmarschall Pin Choonhavan dominiert, hinter der Sozialen Gerechtigkeitspartei standen General Krit Sivara und Luftwaffengeneral Dawee Chullasapya. Die soziale Agrarpartei versammelte die Unterstützer von General Sawaeng Sananarong und Polizeigeneral Sa-nga Kittikachorn, die Sozial-Nationalistische Partei die von Feldmarschall Praphas Charusathien. Auf der äußersten Rechten bildete sich die Thammathipat-Partei („Dharma-kratie“) als Arm der extrem antikommunistischen Nawaphon-Bewegung. Sie blieb bei Wahlen aber praktisch bedeutungslos.
In der Mitte positionierten sich die traditionell royalistische Demokratische Partei, in der sich inzwischen aber ein nennenswerter progressiv-liberaler Flügel gebildet hatte, und die von ihr abgespaltene Soziale Aktionspartei, die ein umfangreiches Programm sozialer Reformen im Sinne eines „fürsorglichen Kapitalismus“ anstrebte. Auf der linken Seite des politischen Spektrums bildeten sich die progressiv-linksliberale Partei der neuen Kraft, die eher pragmatische Vereinigte Sozialistische Front und die radikalere Sozialistische Partei Thailands. Die Kommunistische Partei Thailands blieb weiterhin verboten.
Bei der ersten freien Wahl im Januar 1975 war die Parteienlandschaft noch sehr zersplittert. Neben den neun größeren und mittelgroßen Parteien waren noch 15 weitere, sehr kleine Parteien mit jeweils weniger als zehn Sitzen im Parlament vertreten. Bei der vorgezogenen Neuwahl im April 1976 bildeten sich jedoch drei Hauptparteien heraus: die Demokraten, Chart Thai und die Soziale Aktionspartei. Praktisch alle anderen Parteien verloren an Sitzen. Nach dem Massaker an der Thammasat-Universität und dem damit einhergehenden Putsch am 6. Oktober 1976 waren wieder alle Parteien verboten.

### 1980er-Jahre
1978 wurde die Bildung von Parteien wieder erlaubt und 1979 fanden wieder Wahlen statt. Anders als in der extrem polarisierten Zeit Mitte der 1970er-Jahre waren die Parteien nun aber alle pragmatisch und hatten kaum eine unterscheidbare Ideologie. Vielmehr waren sie bloße Wahlvereine, die vor allem von einflussreichen Geschäftsleuten aus der Provinz als politisches Vehikel genutzt wurden. Es kam häufig zu Parteiübertritten von ganzen Gruppen von Abgeordneten, Abspaltungen und Parteineugründungen. General Prem Tinsulanonda der von 1980 bis 1988 Ministerpräsident war und in einem „semi-demokratischen“ System regierte, gehörte selbst keiner Partei an. Er beteiligte die unterschiedlichen Parteien aber abwechselnd an seiner Regierung, tauschte seine Koalitionspartner gelegentlich aus und bildete sein Kabinett dementsprechend regelmäßig um. Die drei bedeutendsten Parteien in dieser Zeit waren immer noch die gleichen wie in den Siebzigerjahren: Soziale Aktionspartei, Chart Thai und Demokraten.

### 1990er-Jahre
Neue Parteien bildeten sich seither entweder durch Abspaltung eines Flügels einer der etablierten Parteien bzw. Zusammenführung mehrerer solcher Flügel oder durch Militärs, die auf die politische Bühne strebten. Die wichtigsten darunter sind die 1990 gegründete Partei der Neuen Hoffnung des pensionierten Generals Chavalit Yongchaiyudh, die Samakkhi-Tham-Partei („Eintracht und Recht“ oder „Eintracht in Tugend“), die von den Unterstützern des Putsches von 1991 gegründet wurde und nur zu der auf diesen folgenden Wahl im März 1992 antrat, sowie die ebenfalls 1992 gegründete Chart-Pattana-Partei („nationale Entwicklung“), die in erster Linie eine Abspaltung von der Chart-Thai-Partei war. Eine Ausnahmeerscheinung in der politischen Landschaft war die Palang-Dharma-Partei („moralische Kraft“), die von Anhängern der asketisch ausgerichteten Sekte Santi Asoke gegründet wurde und aufgrund ihres Eintretens für Anstand und gegen Korruption Anfang der 1990er-Jahre große Beliebtheit bei der Bangkoker Mittelschicht errang. Sie verschwand allerdings schon 1996 nach der Übernahme durch den Telekom-Mogul Thaksin Shinawatra aus dem politischen Feld.

### 2000er-Jahre
Anschließend gründete Thaksin 1998 die Thai-Rak-Thai-Partei (TRT). Diese verschmolz eine Vielzahl der bisherigen pragmatischen, aber um Macht und Einfluss rivalisierenden Parteien, in einer. Zwischen ihrer Gründung 1998 und 2005 gingen die Partei der Neuen Hoffnung, die Chart-Pattana-Partei und eine Reihe kleinerer Parteien in ihr auf, zahlreiche Abgeordnete anderer Parteien traten außerdem zu ihr über. Dadurch war sie die erste Partei, die keine Koalition bilden musste, und erreichte eine geradezu dominante Position. 2005 hatte sie über zwei Drittel der Sitze im Parlament. Die bisherigen Kleinparteien und politischen Gruppierungen blieben jedoch als innerparteiliche Flügel in der TRT bestehen. Thaksin war stets darauf bedacht, sie mit Posten und politischen Zugeständnissen zufriedenzustellen. Als Oppositionsparteien blieben nur die geschrumpfte Demokratische und Chart-Thai-Partei. Da diese Parteien kaum in der Lage waren, der übermächtigen Thaksin-Regierung etwas entgegenzusetzen, bildete sich eine außerparlamentarische Oppositionsbewegung gegen Thaksin, die Volksallianz für Demokratie („Gelbhemden“), die im Frühjahr 2006 Massendemonstrationen gegen die Regierung durchführte. Im September 2006 wurde Thaksin durch einen Militärputsch gestürzt und seine TRT aufgelöst.
Die meisten TRT-Politiker formierten sich 2007 in der Partei der Volksmacht, die als unmittelbare Nachfolgepartei der TRT gilt. Einige TRT-Politiker und innerparteilichen Gruppierungen machten sich jedoch selbstständig und gründeten neue Parteien, die sich als gemäßigte Alternative sowohl zur Partei der Volksmacht als auch zu ihrer Rivalin, der Demokratischen Partei, präsentierten. Diese Kleinparteien blieben bei der Wahl jedoch recht unbedeutend.  Es dominierten klar die beiden großen Parteien. Die Partei der Volksmacht konnte die kleineren Parteien auf ihre Seite ziehen. Im Dezember 2008 wurde sie, zusammen mit der Chart-Thai-Partei und der Neutralen Demokratischen Partei, vom Verfassungsgericht wegen Wahlrechtsverstößen aufgelöst. Es bildeten sich aber sogleich wieder Ersatzorganisationen, die Pheu-Thai-Partei, die Chartthaipattana-Partei und die Bhumjaithai-Partei. Bei der Wahl 2011 gewann die Thaksin nahestehende Pheu-Thai-Partei eine absolute Mehrheit. Sie bildete trotzdem eine Koalition mit mehreren Kleinparteien.

### Seit 2018
Nach dem Putsch von 2014 mussten alle Parteien ihre Aktivitäten einstellen. Ende 2018 wurden sie wiederbelebt, da die Militärjunta 2019 Wahlen abhalten ließ. Zusätzlich zu den bestehenden Parteien bildeten die Unterstützer der Junta von General Prayut Chan-o-cha die Phalang-Pracharat-Partei („Kraft des Volksstaats“). Auf der anderen Seite entstand die Partei Neue Zukunft, die den Einfluss des Militärs ablehnte und für eine gesellschaftliche Liberalisierung eintrat. Die Thai-Raksa-Chart-Partei, die dem Lager des ehemaligen Ministerpräsidenten Thaksin Shinawatra und der „Rothemden“ nahestand, wurde noch vor der Wahl vom Verfassungsgericht verboten, weil sie Prinzessin Ubol Ratana, die ältere Schwester des Königs Maha Vajiralongkorn, als Spitzenkandidatin aufgestellt hatte. Auch die Partei Neue Zukunft, die bei der Wahl drittstärkste Kraft geworden war, löste das Verfassungsgericht 2020 unter dem Vorwurf finanzieller Unregelmäßigkeiten auf.
Bei der Parlamentswahl im Mai 2023 änderten sich die Kräfteverhältnisse der politischen Parteien deutlich. Stärkste Kraft wurde die als Ersatz für die aufgelöste Neue Zukunftspartei gegründete Fortschrittspartei, auch die Pheu-Thai-Partei legte zu und wurde zweitstärkste Kraft. Insgesamt hatten die pro-demokratischen, gegen die faktisch fortgesetzte Militärherrschaft gerichteten Parteien der bisherigen Opposition eine deutliche Mehrheit im Repräsentantenhaus. Die vom Militär eingesetzten Senatoren blockierten jedoch eine Regierungsbildung unter Führung der Fortschrittspartei und ließen die Wahl ihres Spitzenkandidaten zum Ministerpräsidenten scheitern. Daraufhin wechselte die Pheu-Thai-Partei die Seiten und ging – anders als vor der Wahl versprochen – eine Koalition mit den militärnahen Parteien und ihren bisherigen Regierungspartnern ein. Neuer Regierungschef wurde am 22. August 2023 Srettha Thavisin von der Pheu-Thai-Partei. Die Fortschrittspartei ging, obwohl stärkste Kraft im Parlament, in die Opposition. Sie wurde im August 2024 – wie schon ihre Vorgängerin – vom Verfassungsgericht verboten, weil sie mit ihrem Vorschlag, das sehr strenge Majestätsbeleidigungsgesetz abzumildern, die konstitutionelle Monarchie und nationale Sicherheit gefährdet habe. Als neue Ersatzorganisation bildeten ihre verbliebenen Abgeordneten die Volkspartei.

## Übersicht über thailändischen Parteien

### Regierungsparteien
- Pheu-Thai-Partei („Partei für Thais“)
- Bhumjaithai-Partei („Partei der stolzen Thais“ oder „Stolz auf Thailand“)
- Phalang-Pracharat-Partei („Partei der Kraft des Volksstaats“)
- Ruam-Thai-Sang-Chat-Partei („Vereinte Thai bauen die Nation auf“)
- Chartthaipattana-Partei („Thailändische Nationale Entwicklungspartei“)
- Prachachart-Partei
- Chart-Pattana-Kla-Partei („Partei der Nationalen Entwicklung und des Wagemuts“)

### In Opposition
- Volkspartei (Phak Prachachon)
- Demokratische Partei (Phak Prachathipat)

### Vom Verfassungsgericht aufgelöste Parteien
- Thai Rak Thai („Thais lieben Thais“; 2007)
- Partei der Volksmacht (Phak Phalang Prachachon; 2008)
- Chart-Thai-Partei („Thailändische Nationalpartei“; 2008)
- Neutrale Demokratische Partei (Phak Matchima Thippatai; 2008)
- Partei Neue Zukunft (Phak Anakhot Mai, 2020)
- Fortschrittspartei (Phak Kao Klai; 2024)

### Historische Parteien
- Volkspartei (Khana Ratsadon), erste politische Partei des Landes (gegründet 1927), jedoch keine politische Partei im modernen Sinne
- Kommunistische Partei Thailands, mit kurzer Unterbrechung (1946–48) verboten
- Revolutionäre Partei (1957–1959)
- Soziale Aktionspartei (Phak Kitsangkhom), gegründet 1974 von M.R. Kukrit Pramoj, 2003 aufgelöst, 2007 wiederbelebt, aber weitgehend bedeutungslos
- Thailändische Bürgerpartei (Phak Prachakorn Thai), gegründet 1979 von Samak Sundaravej, seit 2001 bedeutungslos
- Partei Neue Hoffnung (Phak Khwamwang Mai), gegründet 1990 von Chavalit Yongchaiyudh, 2001 wechselten die meisten Mitglieder zur Thai Rak Thai
- Phak Matubhum („Mutterlandspartei“), 2018 aufgelöst